# Julie Gonzalo
Julie Gonzalo, née le 9 septembre 1981 à Buenos Aires, est une actrice et chanteuse argentino-américaine.

## Biographie
Julieta Susana "Julie" Gonzalo est née le 9 septembre 1981 à Buenos Aires. Elle déménage avec sa famille à Miami, Floride à l'age de 8 ans. Elle est bilingue en espagnol et a un frère, Diego.
Elle a comme signe distinctif une cicatrice entre les 2 yeux due à une chute quand elle avait 10 ans.

## Carrière
En 2004, elle incarne Shelby dans Comme Cendrillon, où elle retrouve Chad Michael Murray après Freaky Friday : Dans la peau de ma mère. Cette même année, elle joue également une seconde fois avec Jamie Lee Curtis (également après Freaky Friday : Dans la peau de ma mère). On la retrouve aussi dans la distribution des films Dodgeball ! Même pas mal ! et Un Noël de folie !
Après le film de Gary David Goldberg, La Main au collier en 2005, elle intègre la distribution de Veronica Mars en 2006, jusqu'à l'année suivante. Elle enchaîne avec Eli Stone jusqu'en 2009.
En 2010, elle joue dans des épisodes des séries : Day One, Castle, Nikita et The Glades
En 2015, elle joue aux côtés de James Lafferty et Danny Glover dans Waffle Street.
Après une pause de 3 ans sur le petit écran, Julie Gonzalo revient lors d'un épisode de Grey's Anatomy et Lucifer. Elle joue également aux côtés de Jennifer Morrison dans le film The List.

## Filmographie

### Cinéma

#### Longs métrages
- 2002 : Autour de Lucy (I'm with Lucy) de Jon Sherman : Eve
- 2003 : Freaky Friday : Dans la peau de ma mère (Freaky Friday) de Mark Waters : Stacey Hinkhouse
- 2004 : Dodgeball ! Même pas mal ! (Dodgeball : A True Underdog Story) de Rawson Marshall Thurber : Amber
- 2004 : Comme Cendrillon (A Cinderella Story) de Mark Rosman : Shelby Comings
- 2004 : Un Noël de folie ! (Christmas with the Kranks) de Joe Roth : Blair Krank
- 2005 : La Main au collier (Must Love Dogs) de Gary David Goldberg : June
- 2007 : Cherry Crush de Nicholas DiBella : Desiree Thomas
- 2007 : Un voleur qui vole un voleur (Ladrón que roba a ladrón) de Joe Menendez : Gloria
- 2013 : Vampire University (Vamp U) de Matt Jespersen et Maclain Nelson : Chris Keller / Mary Lipinsky
- 2015 : Nouveau job pour une nouvelle vie (Waffle Street) d'Eshom Nelms et de Ian Nelms : Becky Adams
- 2018 : The List (Alex & The List) d'Harris Goldberg : Lara
- 2018 : How to Pick Your Second Husband First de Sandra L. Martin : Jillian James
- 2019 : The Great Illusion de Maria Gabriela Cardenas : Theresa

#### Courts métrages
- 2001 : The Penny Game de Connie DiCicco : Cherry Moss
- 2003 : Special de Ken Daurio et Cinco Paul : Vicki
- 2007 : Silent Night de Brinton Bryan : Lucy
- 2007 : Saving Angelo de Dominic Scott Kay : La réceptionniste
- 2015 : I Did Not Forget You de John Farmanesh-Bocca : Claire
- 2016 : Another Time d'Autumn McAlpin : Audrey Lang
- 2018 : Punching Bag de Jamie Anderson : Layla

### Télévision

#### Séries télévisées
- 2002 - 2003 : Greetings from Tucson : Kim Modica
- 2003 : NCIS : Enquêtes spéciales (NCIS) : Sarah Schaefer
- 2004 : Drake et Josh : Tiffany Margolis
- 2006 - 2007 : Veronica Mars : Parker Lee
- 2008 - 2009 : Eli Stone : Maggie Dekker
- 2010 : Day One : Kelly
- 2010 : Castle : Madison Queller
- 2010 : Nikita : Jill Morelli
- 2010 : The Glades : Kim Nichols
- 2011 : Les Experts : Miami (CSI : Miami) : Abby Lexington
- 2012 - 2014 : Dallas : Pamela Rebecca Barnes Ewing / Rebecca Sutter
- 2013 : Mobsters : Nicole "Nicky" DePalma
- 2018 : Grey's Anatomy : Teresa Benson
- 2018 : Lucifer : Jessica Johnson
- 2019 - 2021 : Supergirl : Andrea Rojas

#### Téléfilms
- 2003 : Exit 9 de Jeff Melman : Brooke
- 2007 : The News de Marc Buckland : Gretchen Holt
- 2010 : Day One d'Alex Graves : Kelly
- 2011 : 3 Holiday Tails de Joe Menendez : Lisa Haynes
- 2015 : Ur in Analysis de Bernie Gewissler : Angela
- 2016 : Coup de foudre pour l'ennemi (Pumpkin Pie Wars) de Steven R. Monroe : Casey McArthy
- 2018 : Romance d'automne (Falling for Vermont) de David Winning : Angela Young / Elizabeth
- 2018 : The Sweetest Heart de Steven R. Monroe : Maddie

## Voix francophones
En France, Olivia Dalric est la voix régulière de Julie Gonzalo.
En France
- Olivia Dalric[1] dans :
  - Dallas (série télévisée)
  - Coup de foudre pour l'ennemi (téléfilm)
  - Romance d'automne (téléfilm)
  - Le Retour de mon ex (téléfilm)
  - Supergirl (série télévisée)
  - Good Doctor (série télévisée)
  - 3 chambres, 1 fantôme, 2 salles de bain (téléfilm)

Et aussi
- Karine Texier dans Freaky Friday : Dans la peau de ma mère
- Nathalie Bienaimé dans NCIS : Enquêtes spéciales (série télévisée)
- Célia Charpentier dans Dodgeball ! Même pas mal !
- Caroline Pascal dans Un Noël de folie ![1]
- Barbara Kelsch dans La Main au collier[1]
- Sauvane Delanoë dans Veronica Mars (série télévisée)
- Kelly Marot dans Un Voleur qui vole un voleur[1]
- Caroline Victoria dans Eli Stone[1] (série télévisée)
- Virginie Ledieu dans Vampire University[1]
- Nathalie Spitzer dans Castle[1] (série télévisée)
- Myrtille Bakouche dans A Novel Noel[1] (téléfilm)